# Emma Haruka Iwao
Emma Haruka Iwao (japanisch 岩尾 エマ はるか Iwao Emma Haruka; * 21. April 1984 in Kaizuka) ist eine japanische Informatikerin. Sie ist eine Expertin in Cloud Computing bei Google.
Im Juni 2022 veröffentlichte sie den genauesten Wert von Pi (π) mit 100 Billionen Ziffern und brach damit ihren eigenen Weltrekord, den sie 2019 aufgestellt hatte.

## Leben
Als Kind begann sich Iwao für Pi zu interessieren. Inspiriert wurde sie von japanischen Mathematikern, darunter Yasumasa Kanada. Sie studierte Informatik an der Universität Tsukuba, wo sie von Daisuke Takahashi unterrichtet wurde. Sie wurde 2008 mit dem Dean’s Award for Excellence ausgezeichnet, bevor sie ein Masterstudium in Informatik begann. In ihrer Masterarbeit befasste sie sich mit Supercomputern. Nach ihrem Master-Abschluss übernahm Iwao mehrere Positionen im Bereich Software Engineering im Spezialgebiet des Site Reliability Engineerings bei Panasonic, GREE und Red Hat. Iwao identifiziert sich als queer.

## Karriere
Iwao kam 2015 als Cloud Developer Advocate zu Google. Sie arbeitete ursprünglich für Google in Tokio, bevor sie 2019 nach Seattle zog. Iwao bietet Schulungen für die Nutzung der Google Cloud Platform an und unterstützt Anwendungsentwickler. Sie arbeitet daran, Cloud Computing für jedermann zugänglich zu machen, indem sie Online-Demos und Lehrmaterialien erstellt.
Im Jahr 2019 berechnete Iwao den damaligen Weltrekord für den genauesten Wert von Pi (π), der 31,4 Billionen Ziffern umfasste und übertraf damit den bisherigen Rekord von 22 Billionen. Für die Berechnung wurde ein Multithreading-Programm namens y-cruncher verwendet, das 121 Tage lang auf über 25 Rechnern lief. Dieser Rekord wurde 2020 von Timothy Mullican übertroffen, der 50 Billionen Ziffern berechnete, aber im Juni 2022 holte sie sich mit 100 Billionen Ziffern den Rekord zurück, für den knapp 158 Tage an Rechnerbetriebszeit benötigt worden waren.

## Auszeichnungen
- 2019 Guinness-Weltrekord für den genauesten Wert von Pi (π)[1]